# Su-35
Su-35 (kod NATO – Flanker-E+ lub Super Flanker) – rosyjski jednomiejscowy, dwusilnikowy myśliwiec wielozadaniowy, należący do rodziny Su-27. Początkowo nazwa Su-35 przypisana była projektowi T-10M, a dla odróżnienia samoloty seryjne (T-10BM) otrzymały wojskowe oznaczenie Su-35S.

## Historia
Ze względu na konieczność jak najszybszego wprowadzenia do uzbrojenia odpowiednika amerykańskiego myśliwca przewagi powietrznej F-15 Eagle produkowanego od 1972 roku, zdecydowano na początku lat 80. o produkcji nowego samolotu pod nazwą Su-27. Była to maszyna o słabszej niż pierwotnie planowano awionice i radarze o mniejszym zasięgu, mogącym naprowadzać pociski jedynie na jeden cel zamiast docelowych czterech. Prace nad konstrukcją trwały, a istniejące egzemplarze miały być następnie modernizowane. Jednym z owoców prowadzonych prac był projekt T-10M (modernizowany) ze znacznie mocniejszymi silnikami Lulka Al-31FM, wzmocnionym płatowcem, poszerzonym wachlarzem uzbrojenia (szczególnie przeciwko celom naziemnym) i znacznie zmodernizowaną awioniką (m.in. nowy radar, komputer uzbrojenia, wyświetlacze ciekłokrystaliczne). Dodano przednie usterzenie poziome (canardy) mające poprawić opływ powietrza wokół skrzydeł i stabilizować samolot przy kątach natarcia nawet do 120°.
Pierwszy prototyp powstał z modyfikacji istniejącego egzemplarza Su-27 (T-10-34) i z numerem bocznym 701, oznaczony jako Su-27M, oblatany został w czerwcu 1988 r. W kolejnych latach powstało jeszcze 5 prototypów (z których jeden przeznaczony był do testów statycznych) oraz 6 samolotów przedseryjnych (w latach 1992-1993). Po upadku ZSRR, w celu ułatwienia eksportu samolotu, zmieniono jego oznaczenie na Su-35. W roku 1996 zbudowano pierwsze 3 seryjne Su-35, bazujące na T-10M-9 (3. egzemplarz przedseryjny), a następnie projekt zawieszono z powodów finansowych. Maszyny seryjne przekazane zostały do testów Rosyjskim Siłom Powietrznym (WWS), skąd w lipcu 2003 trafiły do grupy akrobacyjnej Russkije Witiazi, otrzymując po przemalowaniu w barwy zespołu numery 3, 4 i 5. Samoloty te nigdy nie wystąpiły jednak przed publicznością. T-10M-11 i T-10M-12 trafiły do projektu Su-37. W 2004 r. program ostatecznie zamknięto.
Wkrótce jednak idea zastąpienia starzejących się Su-27 powróciła pod postacią programu T-10BM (duża modernizacja), także nazwanego Su-35. W projekcie wykorzystano najnowszą awionikę stworzoną dla potrzeb myśliwców 5. generacji, silniki z wektorowaniem ciągu umożliwiające tzw. supermanewrowość, zrezygnowano też z przedniego usterzenia poziomego. Aby podkreślić wyższość samolotu nad dotychczasowymi maszynami generacji pośredniej 4+ producent określa go mianem 4++ i twierdzi, iż ustępuje on jedynie amerykańskiemu F-22, który w przeciwieństwie do Su-35S nie jest oferowany na rynkach zagranicznych.

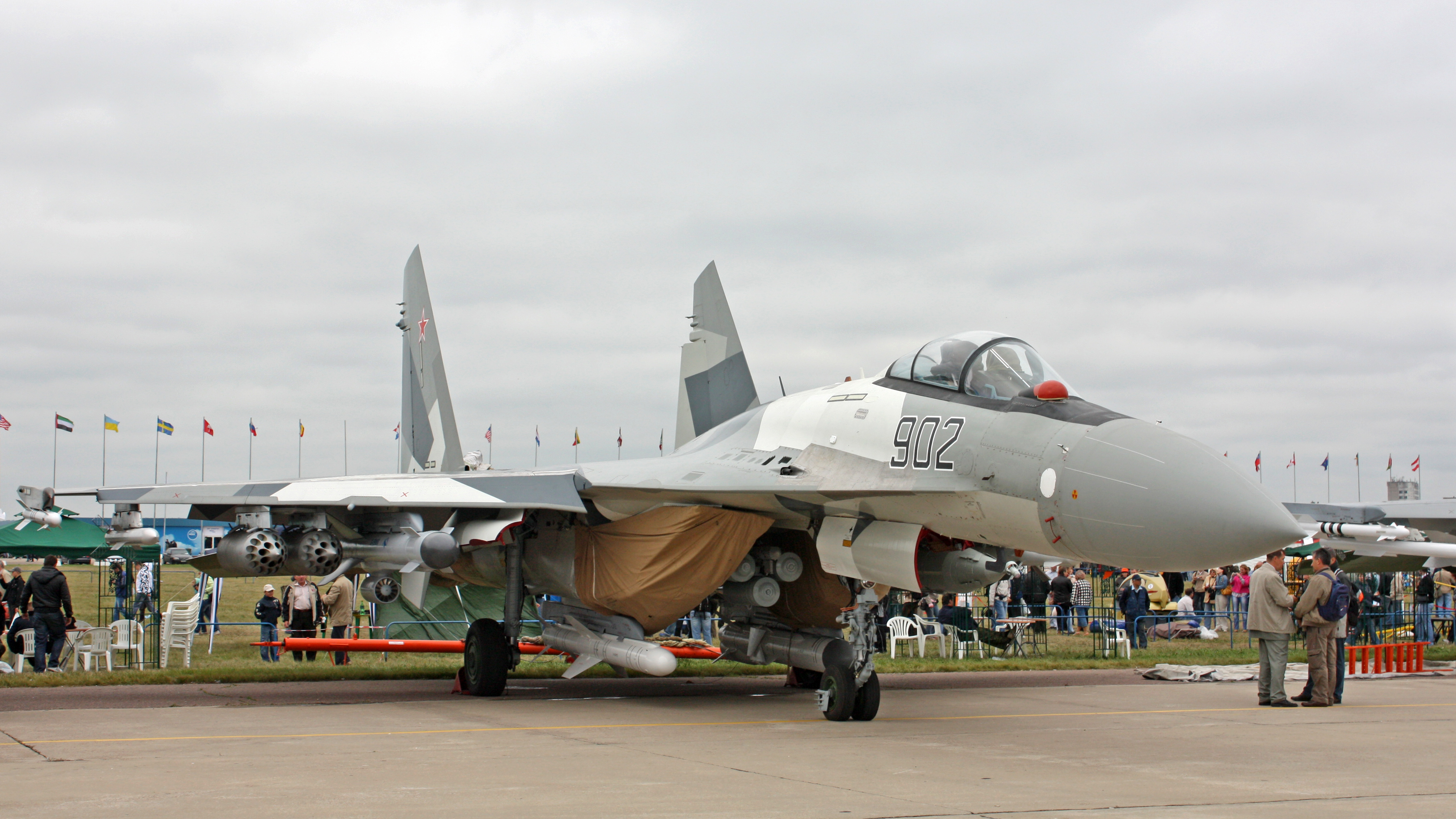
Drugi prototyp Su-35 (902) na pokazach lotniczych MAKS 2009

Pierwszy start, zbudowanego w roku 2007, prototypu nr 1 zwanego na tym etapie Su-27M2 lub Su-27SM2 (o numerze taktycznym 901) miał miejsce 19 lutego 2008 r. 2 października 2008 roku miał miejsce pierwszy lot drugiego egzemplarza tej wersji o numerze taktycznym 902. Do marca 2009 ogłoszono, że oba prototypy wykonały ponad 100 lotów. Niedługo później zakończono produkcję dwóch następnych prototypów. Prototyp nr 3 został przeznaczony do prób naziemnych, a prototyp nr 4 (numer taktyczny 904) do prób w locie. 26 kwietnia 2009 prototyp nr 4, jeszcze przed swoim pierwszym lotem wypadł z pasa i uległ zniszczeniu.
Su-35S (najnowsza wersja) wszedł do produkcji seryjnej w 2010 r, oficjalnie Rosyjskie Siły Powietrzne (WWS) złożyły zamówienie na 48 egzemplarzy z planowaną dostawą do 2015 r. Następny kontrakt opiewał na 50 sztuk z dostawą do 2020 roku. Siły Powietrzne Chińskiej Armii Ludowo-Wyzwoleńczej  zamówiły 24 sztuki. 24 samoloty zamówił Egipt, lecz ostatecznie z nich zrezygnował. W 2023 roku nieujawnioną liczbę samolotów Su-35E (spekuluje się o 24 sztukach) zamówił Iran.

## Konstrukcja
Konfiguracja aerodynamiczna Su-35S w stosunku do Su-27 charakteryzuje się powiększonymi skrzydłami, usterzeniem i wlotami powietrza. Wzmocniona konstrukcja pozwoliła na wydłużenie resursu płatowca do 6000 h (lub 30 lat użytkowania), a okres między przeglądami głównymi do 1500 h. Napęd stanowią dwa silniki AL-37F Saturn 117S, skonstruowane jako nowoczesna pochodna silników AL-37F. Nowe silniki z niezależnymi dyszami o wektorowanym ciągu, zapewniają wzrost mocy o 16% (14 500 kG ciągu maksymalnego). Opracowanio nowe wentylatory, turbiny wysokiego i niskiego ciśnienia oraz ulepszone sterowanie cyfrowe. Silniki te, podobnie jak płatowiec, mają mniejsze wymagania w zakresie obsługi oraz dłuższy cykl życia.
Przy konstrukcji samolotu zadbano także o zmniejszenie przekroju radarowego RCS (Radar Cross Section), zwłaszcza w przekroju dziobowym. Samolot ma 12 węzłów uzbrojenia lub wyposażenia dodatkowego o łącznym dopuszczalnym ciężarze 8000 kg.
| Su-27SM3 | Su-35S |
| - długość: 21,3 m - rozpiętość: 14,7 m - masa wł: 16 380 kg - silnik: AL-31F - ciąg: 75,53/122,58 kN - radar: N001 Żuk | - długość: 21,6 m - rozpiętość: 15,3 m - masa wł: 18 400 kg - silnik: AL-41F1S (wekt) - ciąg: 86,3/142 kN - radar: N035 Irbis-E |

### Awionika
Kluczowy element awioniki samolotu stanowi radar N035 Irbis-E wyposażony w antenę z pasywnym skanowaniem fazowym, zdolny do śledzenia do 30 celów powietrznych, zwalczania do 8 celów jednocześnie lub śledzenia do 4 celów naziemnych bez przerywania skanowania przestrzeni powietrznej. Radar ten umożliwia wykrycie celów powietrznych o skutecznej powierzchni odbicia (Radar Cross Section – RCS) równej 3 m kwadratowych w odległości do 400 km. 

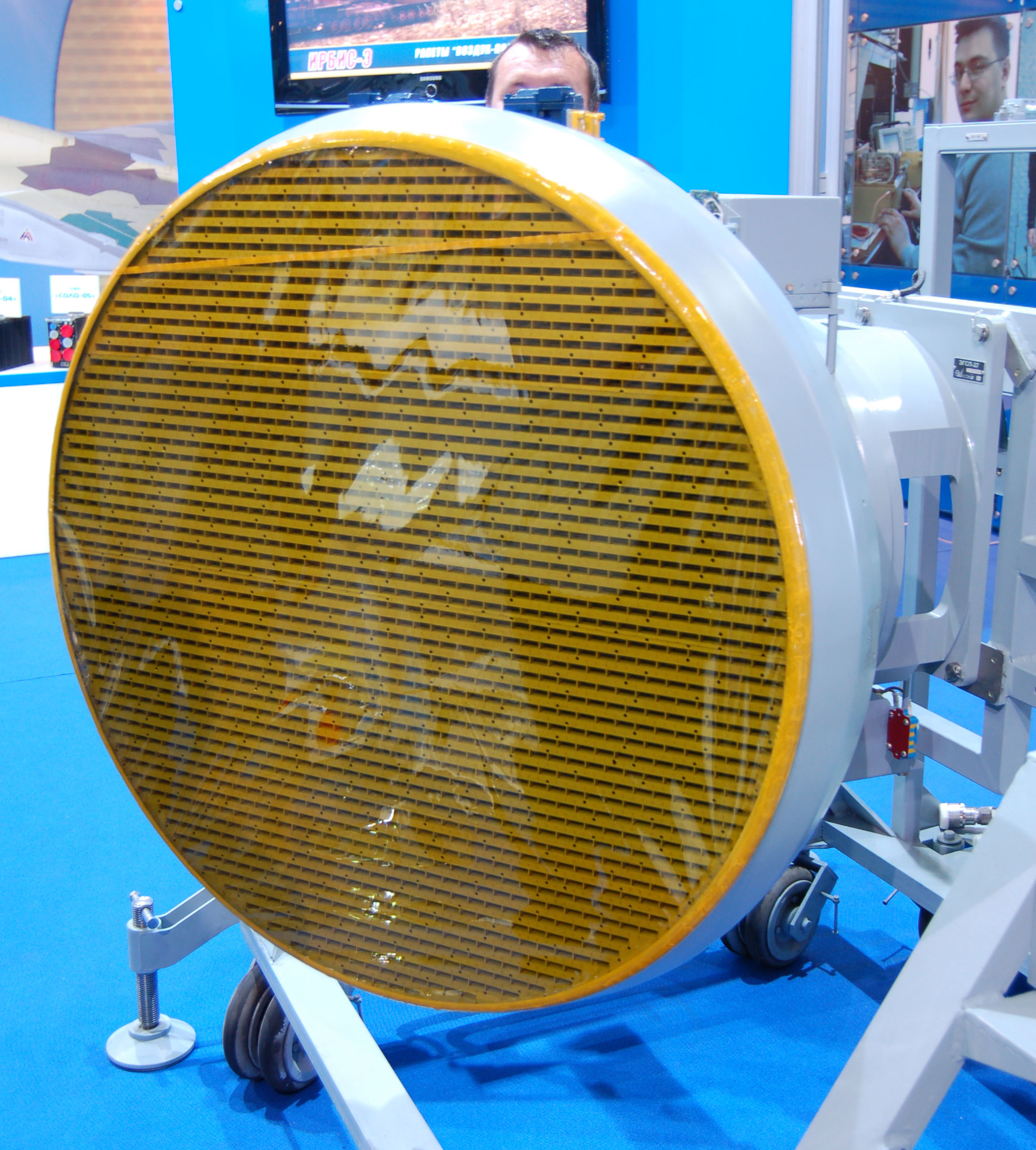
Radar Irbis-E z Su-35BM na MAKS 2009

Jego uzupełnieniem jest system optoelektroniczny OLS-35 umożliwiający wykrycie celu powietrznego z odległości do 40-50 km na kursie spotkaniowym, bądź 70-90 km podczas pościgu (gdy dysze przeciwnika ustawione są w kierunku sensora) w zakresie 60° do góry, 15° w dół i 60-90° w poziomie bez ryzyka zdradzenia swojej aktywności. Dalmierz laserowy pozwala na pomiar odległości do 20 km w przypadku celów powietrznych i do 30 km w przypadku celów naziemnych z dokładnością do 5 m.
Nowoczesny kokpit zawiera dwa kolorowe 15" wielofunkcyjne wyświetlacze ciekłokrystaliczne, na których prezentowane mogą być zarówno przyrządy pokładowe w dowolnej konfiguracji jak i obraz z sensorów telewizyjnych. Samolot wyposażono w tradycyjny, umieszczony na środku drążek i przepustnicę, jednakże z pełną funkcjonalnością HOTAS, umożliwiającą obsługę systemów pokładowych i uzbrojenia bez odrywania rąk od sterów. Za sterowanie odpowiada zintegrowany system kontroli lotu KSU-35 wyposażony m.in. w system fly-by-wire czy funkcję ostrzegania przed kolizją z ziemią lub innymi statkami powietrznymi. Aby uniezależnić się od amerykańskiego systemu GPS, nawigację oparto na rosyjskim systemie GLONASS

## Wypadki
26 kwietnia 2009 r. prototyp nr 4 (904) podczas prób na lotnisku Dzemgi w Komsomolsku nad Amurem wypadł z pasa, zderzył się z obiektem infrastruktury lotniskowej, a następnie kapotował i stanął w płomieniach. Pilot oblatywacz Jewgienij Frołow zdołał się katapultować i ranny został odwieziony do szpitala. Prawdopodobną przyczyną zdarzenia była awaria systemów sterowania silnikami lub systemu zasilania paliwem (problemy z napędem uniemożliwiły oblot prototypu dwa dni wcześniej). W rezultacie pilot nie był w stanie ani wystartować, ani też zatrzymać bezpiecznie maszyny. Według świadków lewy silnik samolotu zapalił się jeszcze przed wypadnięciem samolotu z pasa.

## Służba w lotnictwie
Siły Powietrzne Federacji Rosyjskiej – 56 sztuk
- Kraj Chabarowski (lotnisko Dzyomgi), 23 IAP – 28 sztuk
- Kraj Primorski (lotnisko Centralny-Uglowaja),- 22 IAP – 11 sztuk
- Republika Karelii (lotnisko Besowiec), 159 GIAP – 10 sztuk (4 w Syrii)

Siły Powietrzne Chińskiej Armii Ludowo-Wyzwoleńczej – 4 sztuki (stan na początek 2017), zamówiono łącznie 24 sztuki
Od początku rosyjskiej inwazji na Ukrainę w 2022 roku do czerwca 2025 roku, rosyjskie siły powietrzne utraciły przynajmniej osiem maszyn tego typu, w tym jeden Su-35S zestrzelony 7 czerwca 2025 roku przez ukraiński samolot myśliwski F-16 lub system obrony obszaru powietrznego MIM-104 Patriot. Zestrzelenie zostało potwierdzone zdjęciami rozbitego wraku na Ziemi